# Lee Pockriss
Lee Julian Pockriss, né le 20 janvier 1924 à Brooklyn (New York) et mort le 14 novembre 2011 à Bridgeport (comté de Fairfield), au Connecticut, est un auteur-compositeur américain qui a écrit de nombreuses chansons populaires bien connues ainsi que plusieurs partitions pour des films et des spectacles de Broadway, principalement pendant les années 1960 et 1970.
Son succès le plus populaire est Itsy Bitsy Teenie Weenie Yellow Polka Dot Bikini repris en français notamment par Dalida, Johnny Hallyday, Richard Anthony ou encore Dario Moreno.

## Biographie
Après l'école secondaire, il s'enrôle dans l'Army Air Corps et sert dans le Pacifique Sud pendant la Seconde Guerre mondiale. Après le conflit, il fréquente le Brooklyn College, et obtient un diplôme en musique de l'Université de New York.
Au cours des années 1950, Pockriss produit de la musique pour des émissions télévisées quotidiennes dont celles de Jack Paar et de Milton Berle. En 1957, il écrit pour Perry Como Catch a Falling Star, nommé aux Grammy Awards. L'inspiration pour sa chanson la plus connue vient d'une sortie en famille sur une plage de Long Island lorsque sa jeune fille a perdu dans l'eau le bas de son bikini, l'amenant à écrire Itsy Bitsy Teenie Weenie Yellow Polka Dot Bikini. Le morceau a été enregistré par Brian Hyland en 1960, et a atteint la première place dans les hit parade. Parmi les autres créations de Pockriss, figurent My Little Corner of the World pour Anita Bryant (1960) et Johnny Angel pour Shelley Fabares (1962). Pour Broadway, il a écrit Tovaritch (1963) et The Subject Was Roses (1968). Il a encore écrit plusieurs chansons pour la série télévisée Sesame Street. Pockriss a terminé sa vie dans le Connecticut et est mort des suites d'une maladie prolongée.

## Filmographie partielle

### Comme compositeur
- 1968 : The Subject Was Roses de Ulu Grosbard
- 1982 : Stanley, the Ugly Duckling (TV)